# Avileña-Negra ibérica

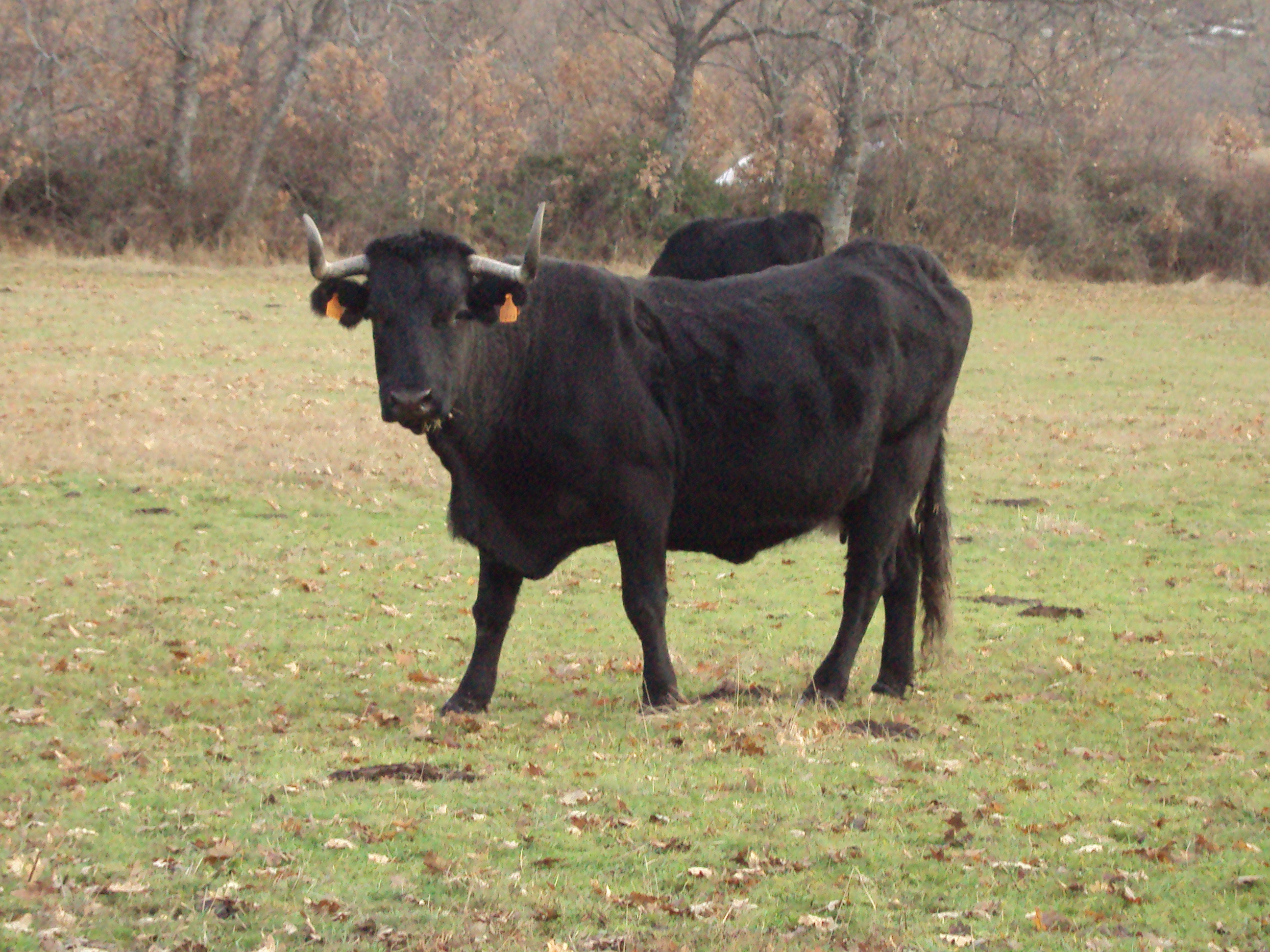
Rind der Rasse Avileña-Negra ibérica

Avileña-Negra ibérica ist eine in Spanien einheimische Rinderrasse, die aus dem Iberischen Scheidegebirge stammt. Teilweise wurde die Rasse nach ihrer Herkunft aus dem Gebirge auch als Serrana bezeichnet. Die ausdauernden und genügsamen Rinder dienten früher als Zugtiere, heute hält man sie extensiv als Fleischrinder. Vor Einbruch des Winters werden die Tiere zum Teil noch heute im Rahmen der Transhumanz aus dem Gebirge in das Umland getrieben oder gefahren, wo sie auf den Dehesas überwintern.

## Eigenschaften
Das Fell von Rindern der Rasse Avileña-Negra ibérica ist gleichmäßig schwarz, Ausnahme ist eine Varietät Bociblanca. Die Hörner sind schwarz, schieferfarben oder weiß mit schwarzen Punkten, die Klauen schieferfarben oder schwarz. Ausgewachsene Kühe haben im Durchschnitt ein Gewicht von 500 bis 600 kg, Stiere von 800 bis 1000 kg.
Diese Rinder können sich auch in schwierigem Gelände Futter suchen, dabei erzielen sie gute Fleischzuwächse, sind fruchtbar und als Mutterkühe sehr fürsorglich. Die Tiere sind langlebig und sehr ausdauernd.

## Zucht und Verbreitung
Die Rasse stammt ursprünglich aus dem Bereich des Iberischen Scheidegebirges. Heute wird Avileña-Negra ibérica darüber hinaus in weiteren Regionen Spaniens gehalten, auch in Portugal gibt es etwa 5000 Tiere.
Der Zuchtverband Asociación Española de Criadores de Ganado Vacuno Selecto de Raza Avileña-Negra Ibérica wurde 1971 gegründet. Das Landwirtschaftsministerium erteilte dem Verband 1975 die Erlaubnis zum Führen eines Herdbuchs. Darin sind 35.800 (Stand 2002) Tiere verzeichnet. Insgesamt gibt es etwa 130.000 Exemplare dieser Rasse.

## Haltung und Nutzung
Früher wurden die Rinder als Zugtiere eingesetzt, etwa vor Ochsenkarren zum Transport von Steinen. Heute wird das Fleisch der Tiere wegen seiner guten Qualität sehr geschätzt und unter den geschützten Herkunftsbezeichnungen Carne de Avila und Carne de la Sierra de Guadarrama vermarktet.
In einigen Gebirgsregionen weiden die Rinder der Rasse Avileña-Negra Ibérica von Juni bis November auf Almwiesen und von Dezember bis Juni auf weit entfernten Dehesas in Kastilien-La Mancha oder Extremadura. Die Tiere legen den im Schnitt 250 km langen Weg auf den traditionellen Viehtriebswegen zurück, wobei sie am Tag etwa 25 km wandern. Meist werden dafür die Cañada Real Leonesa Occidental, die Via de la Plata und die Cañada Real Soriana Occidental genutzt. Heute nimmt aus Kostengründen der Transport mit dem Lastwagen immer mehr zu. Während in den 1990er Jahren jährlich etwa 31.000 Rinder die Strecke zu Fuß zurücklegten, sind es heute noch 18.000. In anderen Regionen des Gebirges praktiziert man Almwirtschaft, die Tiere weiden im Sommer auf Almwiesen und im Winter im Tal.

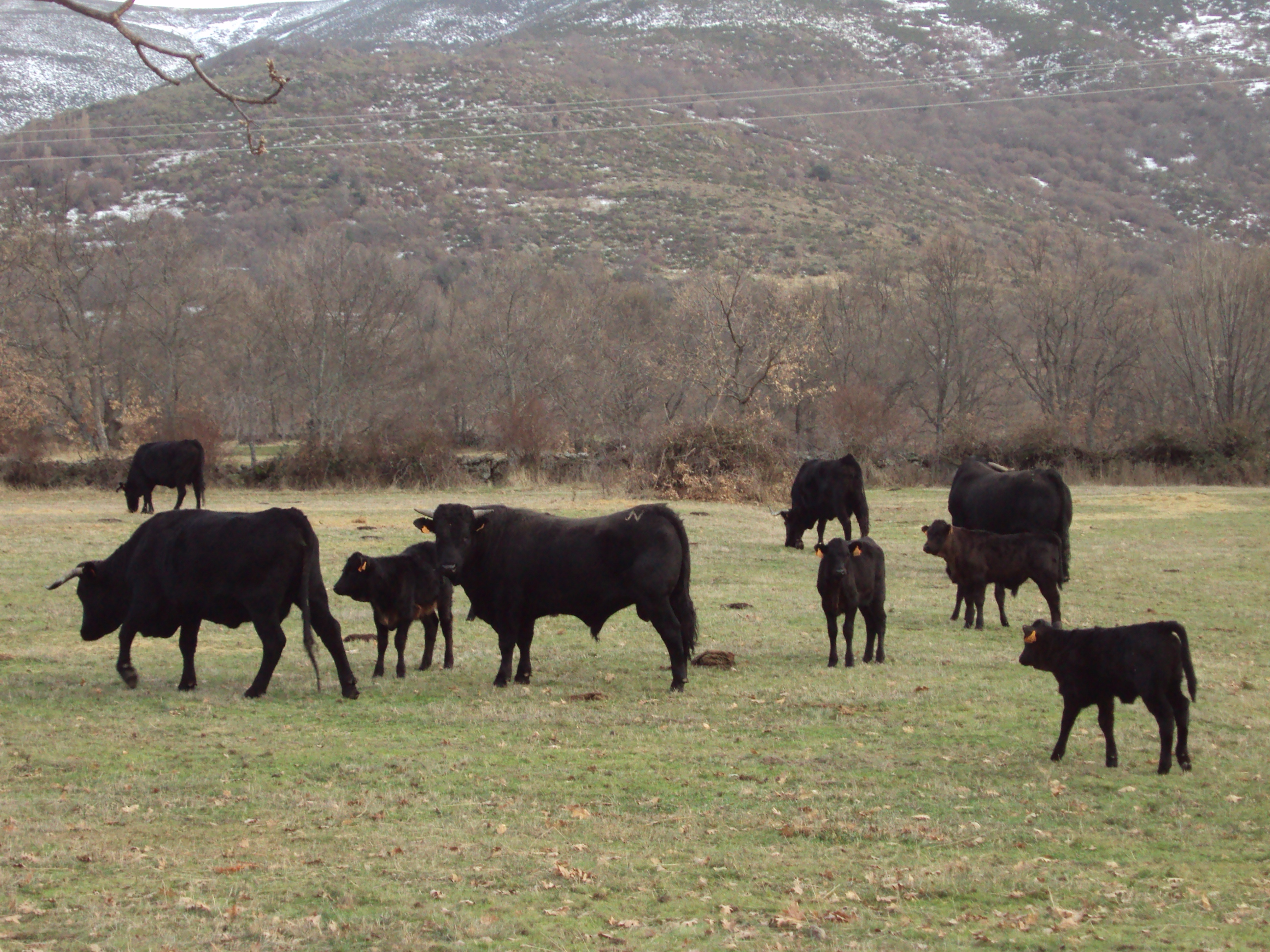
Mutterkühe und Kälber auf der Weide

Die Kühe werden auf der Weide vom Stier gedeckt, dazu genügt ein Stier auf 35 bis 40 Kühe. Die Kälber bleiben bis zum Alter von sieben Monaten bei den Mutterkühen. Dann werden die Stierkälber kastriert und bis zur Schlachtreife im Alter von 12 bis 14 Monaten gemästet. Die Jungkühe können im Alter von 20 bis 24 Monaten zum ersten Mal gedeckt werden, sie kalben also erstmals mit 29 bis 33 Monaten. Eine Kuh hat im Lauf ihres Lebens etwa 10 bis 12 Kälber, die mittlere Zeit zwischen zwei Geburten liegt bei 405 Tagen.

## Nachweise
1. 1 2 3  Asociación española de la raza Avileña-Negra ibérica, abgerufen am 28. Februar 2009
2. ↑  Antrag auf Zulassung als geschützte Herkunftsbezeichnung „Carne de la sierra de Guadarrama“. 203/C 206/05, abgerufen am 28. Februar 2009
3. ↑  Verordnung (EG) Nr. 1483/2004 der Kommission vom 20. August 2004